# Epactoides rahagai
Epactoides rahagai är en skalbaggsart som beskrevs av Olivier Montreuil 2005. Epactoides rahagai ingår i släktet Epactoides och familjen bladhorningar. Inga underarter finns listade i Catalogue of Life.